# Kanton Béziers-3
Der Kanton Béziers-3 ist seit 1973 ein französischer Wahlkreis im Arrondissement Béziers, im Département Hérault und in der Region Okzitanien; sein Hauptort ist Béziers.

## Gemeinden
Der Kanton besteht aus neun Gemeinden und Gemeindeteilen mit insgesamt 48.045 Einwohnern (Stand: 1. Januar 2022) auf einer Gesamtfläche von 144,39 km²: 
| Gemeinde               | Einwohner 1. Januar 2022 | Fläche km² | Dichte Einw./km² | Code INSEE | Postleitzahl |
| ---------------------- | ------------------------ | ---------- | ---------------- | ---------- | ------------ |
| Bassan                 | 2.353                    | 6,79       | 347              | 34025      | 34290        |
| Béziers                | 21.766                   | 38,15      | 571              | 34032      | 34500        |
| Boujan-sur-Libron      | 3.536                    | 7,02       | 504              | 34037      | 34760        |
| Cers                   | 2.523                    | 7,85       | 321              | 34073      | 34420        |
| Espondeilhan           | 1.176                    | 5,08       | 231              | 34094      | 34290        |
| Lieuran-lès-Béziers    | 1.483                    | 8,51       | 174              | 34139      | 34290        |
| Sauvian                | 5.498                    | 13,07      | 421              | 34298      | 34410        |
| Servian                | 5.427                    | 40,61      | 134              | 34300      | 34290        |
| Villeneuve-lès-Béziers | 4.283                    | 17,31      | 247              | 34336      | 34420        |
| Kanton Béziers-3       | 48.045                   | 144,39     | 333              | 3404       | –            |

1. ↑   Nur der nordöstliche Teil der Gemeinde, der Rest verteilt sich auf die Kantone Béziers-1 und Béziers-2.

Bis zur landesweiten Neuordnung der französischen Kantone im März 2015 gehörten zum Kanton Béziers-3 die sieben Gemeinden Bassan, Cazouls-lès-Béziers, Colombiers, Corneilhan, Lespignan, Lignan-sur-Orb und Maraussan.